# Schweizer Kinder- und Jugendbuchpreis
Der Schweizer Kinder- und Jugendbuchpreis geht jedes Jahr an ein herausragendes, innovatives Werk aus der Schweizer Kinder- und Jugendliteratur. Es können Bilder-, Kinder- und Jugendbücher – auch Sachbücher oder Comics mit junger Zielgruppe ausgezeichnet werden.
Er wurde erstmals 2020 verliehen und ersetzt den Schweizer Kinder- und Jugendmedienpreis, der zwischen 2003 und 2017 vom Dachverband Schweizer Lehrerinnen und Lehrer (LCH) und dem Schweizerischen Institut für Kinder- und Jugendmedien SIKJM alle zwei Jahre an herausragende kinderliterarische Werke von Schweizer Autoren und Illustratoren vergeben worden war.

## Idee
Der Preis unterstreicht die Bedeutung einer vielfältigen und lebendigen Kinder- und Jugendliteratur für die Lesemotivation von Kindern und Jugendlichen und will den Schweizer Autoren und Illustratoren sowie ihren Verlagen zu mehr öffentlicher Wahrnehmung und Wertschätzung verhelfen. Diese nationale Auszeichnung wird vom Schweizer Buchhandels- und Verlags-Verband (SBVV), vom Schweizerischen Institut für Kinder- und Jugendmedien (SIKJM) und von den Solothurner Literaturtagen getragen.

## Geschichte
1943 wurde vom Schweizerischen Lehrerverband ein Preis ins Leben gerufen mit der Zielsetzung, «das Schaffen der schweizerischen Jugendschriftsteller (in der Deutschschweiz) zu würdigen, anzuspornen und auszuzeichnen». Von 1990 bis 2000 setzte der LCH Dachverband Schweizer Lehrerinnen und Lehrer als Nachfolgeorganisation diese Tradition fort. 2003 übernahm neu das Schweizerische Institut für Kinder- und Jugendmedien SIKJM in Partnerschaft mit dem LCH den Preis und verlieh ihn bis 2017 alle zwei Jahre an Kinder- und Jugendmedienschaffende in der Schweiz. Seit 2020 wird neu der Schweizer Kinder- und Jugendbuchpreis unter der Trägerschaft des Schweizerischen Instituts für Kinder- und Jugendmedien SIKJM, dem Schweizer Buchhändler- und Verleger-Verband SBVV und den Solothurner Literaturtagen verliehen.

## Auswahlverfahren
Eine unabhängige Jury zusammengesetzt aus Vertretern der verschiedenen Landesteile und Sprachregionen nominiert aus den eingereichten Werken fünf Titel für die Shortlist und bestimmt aus dieser die Preisträgerin oder den Preisträger. Für die Shortlist nominierte Autoren und Illustratoren erhalten ein Preisgeld von CHF 2500, der Hauptpreis ist mit CHF 10‘000 dotiert. Die Preisverleihung findet jeweils im Mai an den Solothurner Literaturtagen statt.
Die Eingabe durch die Verlage für diese nationale Auszeichnung für Kinder- und Jugendliteraturschaffende ist jeweils vom 1. Juli bis zum 30. September des Vorjahres der Preisvergabe möglich. Die Geschäftsstelle des Schweizer Kinder- und Jugendbuchpreises wird vom Schweizerischen Institut für Kinder- und Jugendmedien (SIKJM) betreut, das vom Bundesamt für Kultur gefördert wird.

### Zusammensetzung der Jury
| Jahr | Mitglieder der Jury |
| ---- | --- |
| 2025 | Kathrin Jakob (Jurypräsidentin), Berufsschullehrerin in Bern und Doktorandin Universität Zürich; Nadège Coutaz, Dr. in Vergleichenden Literaturwissenschaften und Gymnasiallehrerin, Freiburg; Camille Luscher, freie Literaturübersetzerin und -vermittlerin, Genf; Adriano Montefusco, Dozent für Fachdidaktik Deutsch, Pädagogische Hochschule Freiburg; Maddalena Müller, Bibliothekarin und Rezensentin, Lugano.                                      |
| 2024 | Nadège Coutaz (Jurypräsidentin), Dozentin Vergleichende Literaturwissenschaften, Universität Lausanne; Véronique de Sépibus, Geschäftsführerin Buchhandlung La Librerit, Genf; Kathrin Jakob, Berufsschullehrerin in Bern und Doktorandin Universität Zürich; Maddalena Moccetti, Bibliothekarin und Rezensentin, Lugano; Stefan Schröter, Dozent an der Pädagogischen Hochschule Zürich.                                                                  |
| 2023 | Stefan Schröter (Jurypräsident), Dozent an der Pädagogischen Hochschule Zürich; Marion Arnold, Buchhändlerin und Lese- und Literaturpädagogin, Zürich; Maddalena Moccetti, Bibliothekarin und Rezensentin, Lugano; Nadège Coutaz, Dozentin Vergleichende Literaturwissenschaften, Universität Lausanne; Véronique de Sépibus, Geschäftsführerin Buchhandlung La Librerit, Genf.                                                                            |
| 2022 | Véronique de Sépibus (Jurypräsidentin), Geschäftsführerin, Buchhandlung La Librerit; Marion Arnold, Buchhändlerin/Lese- und Literaturpädagogin; Bérénice Capatti, Übersetzerin und Autorin; Valérie Meylan, Koordinatorin im Literaturbereich; Stefan Schröter, Dozent Fachbereich Deutsch/DaZ Primarstufe, Pädagogische Hochschule Zürich. |
| 2021 | Daniel Ammann (Jurypräsident), Literaturwissenschaftler und Dozent im Schreibzentrum der Pädagogischen Hochschule Zürich; Christine Lötscher, Professorin für Kinder- und Jugendmedien an der Universität Zürich; Bérénice Capatti, Übersetzerin und Autorin; Valérie Meylan, Koordinatorin im Literaturbereich; Therese Salzmann, Koordinatorin für öffentliche Bibliotheken des Kantons Freiburg und Leiterin der Geschäftsstelle Interbiblio Schweiz.   |
| 2020 | Christine Lötscher (Jurypräsidentin), Professorin für Kinder- und Jugendmedien an der Universität Zürich, Daniel Ammann, Literaturwissenschaftler und Dozent im Schreibzentrum der Pädagogischen Hochschule Zürich; Bérénice Capatti, Übersetzerin und Autorin; Valérie Meylan, Koordinatorin im Literaturbereich; Therese Salzmann, Koordinatorin für öffentliche Bibliotheken des Kantons Freiburg und Leiterin der Geschäftsstelle Interbiblio Schweiz. |

## Preisträger

### Schweizer Kinder- und Jugendbuchpreis (ab 2020)
| Jahr | Preisträger | Weitere Nominierte |
| ---- | --- | ------------------ |
| 2025 | Eva Rottmann für das Jugendbuch: «Fucking fucking schön». Jacoby & Stuart 2024, ISBN 978-3-96428-243-9. |                    |
| 2024 | Fanny Dreyer (Illustration) und Victoire de Changy (Text) für das Bilderbuch: «Collections». Editions La Partie 2023, ISBN 9782492768644                                                                        |                    |
| 2023 | Hélène Becquelin (Illustration) und Elisa Shua Dusapin (Text) für die Graphic Novel: «Le Colibri». Mit einem Hörbuch mit Musik von Christophe Sturzenegger. La Joie de lire, Genf 2022, ISBN 978-2-88908-593-4. |                    |
| 2022 | Johanna Schaible für das Bilderbuch Es war einmal und wird noch lange sein. Carl Hanser Verlag, ISBN 978-3-446-26981-1                                                                                          |                    |
| 2021 | Martin Panchaud für die Graphic Novel Die Farbe der Dinge. Edition Moderne, Zürich 2020, ISBN 978-3-03731-201-8                                                                                                 |                    |
| 2020 | Nando von Arb für die Graphic Novel 3 Väter. Edition Moderne, Zürich 2019. |                    |

### Schweizer Kinder- und Jugendmedien-Preis (2003–2017)
| Jahr | Preisträger |  |
| ---- | --- |  |
| 2017 | Lorenz Pauli (Autor) und Kathrin Schärer (Illustratorin) für Rigo und Rosa. Atlantis, Zürich 2016, ISBN 978-3-7152-0710-0                                |  |
| 2015 | Adrienne Barman für Walross, Spatz und Beutelteufel. Das grosse Sammelsurium der Tiere. Aladin, Hamburg 2015, ISBN 978-3-8489-0090-9                     |  |
| 2013 | Heinz Janisch und Hannes Binder für Ich ging in Schuhen aus Gras. Atlantis, Zürich 2013, ISBN 978-3-7152-0650-9                                          |  |
| 2011 | Kathrin Schärer für Johanna im Zug. Atlantis, Zürich 2009, ISBN 978-3-7152-0582-3                                                                        |  |
| 2009 | Buch: Albertine Zullo für La Rumeur de Venise Reihe: SJW-Verlag für den neuen Auftritt der SJW-Hefte                                                     |  |
| 2007 | Buch: Atlantis-Verlag für atlantis thema Non-Book: Ted Sieger für den Trickfilm Der vierte König                                                         |  |
| 2005 | Buch: Jürg Schubiger für Die Geschichte von Wilhelm Tell Non-Book: Heinz Stalder und das Hörspielteam von Radio DRS 1 für das Hörspiel De Wind i de Wide |  |
| 2003 | Buch: Nicolas Robel für Le tigre bleu Non-Book: Max Huwyler für das Hörspiel D'Bremer Stadtmusikante und d'Gschicht vom föifte Bremer                    |  |

### Preis des Schweizerischen Lehrerverbands (1945–2002)
| Jahr | Preisträger | Auswahlliste (unvollständig) |
| ---- | --- | --- |
| 2002 | nicht verliehen | |
| 2001 | nicht verliehen | |
| 2000 | Angelika Bucher-Waldis für Tita und Leo | Philipp Dreyer für Zwischen Davidstern und Schweizerpass Claudia Schnieper für Auf den Spuren des Menschen Regine Schindler für Herr Maus |
| 1999 | Anita Siegfried und Linda Mantovani Vögeli für Zapp Zappina | |
| 1998 | Christian Urech für Schräge Typen? Biografien jenseits der Norm | Doris Lecher für Ich will Wurst Jürg Schubiger für Mutter, Vater, ich und sie                                                             |
| 1997 | nicht verliehen | |
| 1996 | Jürg Schubiger für Als die Welt noch jung war | |
| 1995 | Lukas Hartmann für So eine lange Nase | |
| 1994 | Franz Hohler für Der Riese und die Erdbeerkonfitüre | |
| 1993 | In diesem Jahr wurde anlässlich des Jubiläums „50 Jahre Schweizer Jugendbuchpreis“ ein Geschichtenwettbewerb ausgeschrieben. Als Ergebnis wurden 3 Autoren und 1 Autorin gleichwertig mit dem Schweizer Jugendbuchpreis ausgezeichnet: Max Huwyler für Das Nashorn und das Nashorn, Jürg Obrist, Emil Zopfi und Brigitte Schär für die Geschichte Frohe Weihnachten. Diese wurde 1995 unter dem Titel Das geht dich nicht! im Carl Hanser Verlag, illustriert von Jacky Gleich, als Buch veröffentlicht. | |
| 1992 | Helene Schär für die Förderung von Kinder- und Jugendliteratur | |
| 1991 | Hans Manz für das Gesamtwerk | |
| 1990 | Hanna Johansen und Käthi Bhend für ihr Gesamtwerk | |
| 1989 | Karin Grütter und Annamarie Ryter für Stärker als ihr denkt | |
| 1988 | Ingeborg Rotach für Lieber alter Engel | Lukas Hartmann für Joachim zeichnet sich weg Marcus Pfister                                                                               |
| 1987 | Claudia Schnieper, Felix Labhardt und Max Meier für ihr Gesamtwerk | |
| 1986 | Sita Jucker für das Gesamtwerk | |
| 1985 | Regine Schindler für das Gesamtwerk | |
| 1984 | Emil Zopfi für das Gesamtwerk | |
| 1983 | Katharina Zimmermann für Damek | |
| 1982 | Christin Osterwalder für Fundort Schweiz (I/II) | |
| 1981 | Hedi Wyss für Welt hinter Glas | |
| 1980 | Otto Steiger für das Gesamtwerk | |
| 1979 | Lisbeth Kätterer für das Gesamtwerk | |
| 1978 | Eveline Hasler für das Gesamtwerk | |
| 1977 | Jörg Müller für seine Illustrationen zu Kinderbüchern | |
| 1976 | nicht verliehen | |
| 1975 | Gertrud Heizmann für das Gesamtwerk | |
| 1974 | Paul Nussbaumer und Hans-Peter Schaad für ihre Illustrationen zu Kinderbüchern | |
| 1973 | Max Bolliger für das Gesamtwerk | |
| 1972 | Agathe Keller für Happy End mit Skarabäus und Hans Reutimann für Das Drachenfest | |
| 1971 | nicht verliehen | |
| 1970 | Therese Keller für das Gesamtwerk im Bereich Puppentheater | |
| 1969 | Hans Witzig für das Gesamtwerk | |
| 1968 | Ernst Kappeler für das Gesamtwerk | |
| 1967 | Adolf Haller für Der Mann unseres Jahrhunderts | |
| 1966 | Alois Carigiet für Zottel, Zick und Zwerg | |
| 1965 | Fritz Wartenweiler für das Gesamtwerk, besonders die Biografien | |
| 1964 | Cécile Lauber für Land der Mutter | |
| 1963 | René Gardi für das Gesamtwerk | |
| 1962 | Hans Cornioley für das Gesamtwerk im Bereich Jugendliteratur | |
| 1957 | Felix Hoffmann | |
| 1956 | Olga Meyer | |
| 1955 | Ernst Kreidolf | |
| 1950 | Fritz Aebli | |
| 1949 | Traugott Vogel | |
| 1946 | Elisabeth Müller | |
| 1945 | Olga Meyer | |